# Lieder des Lebens
Lieder des Lebens war das ehemalige Schallplattenlabel des evangelikalen Missionswerkes Janz Team.
Das Label wurde als ein Zweig der missionarischen Arbeit des Janz Teams gegründet. Insbesondere Hildor Janz wurde für seine warme Tenorstimme daraufhin bald in deutschsprachigen christlichen Kreisen weltweit bis in Länder Südamerikas bekannt, sodass die Musikproduktion sich für mehrere Jahrzehnte zu einem der wichtigsten und wirtschaftlichsten Arbeitsgebiete des Missionswerks entwickelte und prägenden Einfluss auf die deutsche christliche Musikszene nahm.

## Diskografie

### Singles
| Nr. | Titel | Titel                                                                                            | Interpreten                                                                            | Jahr | Anmerkungen                                                                                               |
| Nr. | Seite A | Seite B                                                                                          | Interpreten                                                                            | Jahr | Anmerkungen                                                                                               |
| --- | --- | ------------------------------------------------------------------------------------------------ | -------------------------------------------------------------------------------------- | ---- | --- |
| 141 | - Der schönste Name (O wie süß klingt Jesu Name)2                                                                                               | - Stern, auf den ich schaue [Single-Version/1956]1                                               | 1 Hildor Janz 2 Hildor & Leo Janz                                                      | 1956 | |
| 142 | Ich werde kein Fremdling dort sein | Ich werde kein Fremdling dort sein                                                               | 1 Hildor Janz 2 Hildor & Leo Janz                                                      | 19?? | |
| 142 | - Wenn nach der Erde Leid (Wenn nach der Erde Leid, Arbeit und Pein)1 (mit 2)                                                                   | - Ich werde kein Fremdling dort sein (Ich werde dort kein Fremdling sein)2                       | 1 Hildor Janz 2 Hildor & Leo Janz                                                      | 19?? | |
| 143 | - Welch ein Freund ist unser Jesus2 | - Preis sei dir, o Lamm1                                                                         | 1 Hildor Janz 2 Hildor & Leo Janz                                                      | 19?? | |
| 144 | - Warum nicht heut1 | - Das alt raue Kreuz2                                                                            | 1 Hildor Janz 2 Hildor & Leo Janz                                                      | 19?? | |
| 145 | - Wohin Gott mich führet1 | - Das Rettungsseil (Wirf ihm das Seil zu)2                                                       | 1 Hildor Janz 2 Hildor & Leo Janz                                                      | 19?? | Katalognummerenthält unregelrechten Postfix: „-45“                                                        |
| 145 | Wirf ihm das Seil zu! | Wirf ihm das Seil zu!                                                                            | Janz-Quartett                                                                          | 1960 | |
| 145 | - Wirf ihm das Seil zu (Das Rettungsseil) | - Es ist ein Born                                                                                | Janz-Quartett                                                                          | 1960 | |
| 146 | - In der Höh2 | - Neunundneunzig der Schafe1                                                                     | 1 Hildor Janz 2 Hildor & Leo Janz                                                      | 19?? | |
| 147 | - O mein Jesus, du bist wert | - Von meinem Jesu will ich singen                                                                | Parschauer Sisters*                                                                    | 19?? | * Bezeichnung auch: „Parschauer-Kinder“: Sharon & Donna Parschauer                                        |
| 148 | - Der große Arzt | - Dein will ich ewiglich sein                                                                    | Parschauer Sisters*                                                                    | 19?? | * Sharon & Donna Parschauer                                                                               |
| 149 | - Weißer als Schnee1 | - Ich bete an die Macht der Liebe2                                                               | 1 Hildor & Leo Janz; 2 Hildor, Lydia & Leo Janz                                        | 19?? | |
| 150 | - Lobe den Herren, den mächtigen König der Ehren1                                                                                               | - Gott wird dich tragen2                                                                         | 1Hildor Janz 2 Hildor, Lydia & Leo Janz                                                | 19?? | |
| 151 | - Mein Gott und ich1 | - So nimm denn meine Hände2                                                                      | 1 Hildor Janz 2 Hildor & Leo Janz                                                      | 19?? | |
| 152 | - Herr, ich komme | - Preist ihn! Preist ihn!                                                                        | Janz-Quartett*                                                                         | 19?? | * Quartett: Hildor Janz, Leo Janz, Abe Neufeld, Herb Jantzen; Orgel: Harding Braaten                      |
| 153 | - Großer Gott, wir loben dich | - So wie ich bin                                                                                 | Janz-Quartett*                                                                         | 19?? | * Quartett: Hildor Janz, Leo Janz, Abe Neufeld, Herb Jantzen; Orgel: Harding Braaten                      |
| 154 | - Mein Freund ist mein2 | - Ich brauch dich allezeit1                                                                      | 1 Hildor Janz 2 Hildor & Leo Janz                                                      | 19?? | |
| 155 | - The Holy City (Jerusalem)1 | - When I Think Of Calvary2                                                                       | 1 Hildor Janz 2 Hildor & Leo Janz                                                      | 19?? | |
| 156 | - Welchen Jubel, welche Freude1 | - Dein Königsthron2                                                                              | 1 Hildor Janz 2 Hildor & Leo Janz                                                      | 19?? | |
| 157 | - Stille Nacht, heilige Nacht2 | - Lobt Gott, ihr Christen, allzugleich1                                                          | 1 Hildor Janz 2 Hildor, Lydia & Leo Janz                                               | 19?? | |
| 158 | - Wie, wenn es heute wär? | - So wie ich bin                                                                                 | Janz-Team-Feldzugschor Basel                                                           | 19?? | |
| 159 | - Kennst du wohl den Brunnen (Weißer denn der Schnee)2                                                                                          | - Nimm meine Hand in deine1                                                                      | 1 Hildor Janz 2 Hildor & Leo Janz                                                      | 19?? | |
| 160 | - Gott wird behüten dich2 | - O Jesus, du stehst draußen1                                                                    | 1 Hildor Janz; 2 Hildor & Leo Janz                                                     | 19?? | |
| 161 | - Ich blicke voll Beugung und Staunen1 | - Wirst du – werd ich? (Wer zieht als Sieger durchs Perlentor)2                                  | 1 Hildor Janz; 2 Hildor & Leo Janz                                                     | 19?? | |
| 162 | - Allein2 | - Führe du dein Kind1                                                                            | 1 Hildor Janz; 2 Hildor & Leo Janz                                                     | 19?? | |
| 163 | Näher, mein Gott, zu dir / Einer, den die Gnade fand                                                                                            | Näher, mein Gott, zu dir / Einer, den die Gnade fand                                             | 1 Hildor Janz 2 Hildor, Lydia & Leo Janz                                               | 19?? | |
| 163 | - Einer, den die Gnade fand (Einer, der Gnade fand)1                                                                                            | - Näher, mein Gott, zu dir [Single-Originalversion „Terzett“]2                                   | 1 Hildor Janz 2 Hildor, Lydia & Leo Janz                                               | 19?? | |
| 163 | Näher, mein Gott, zu dir / Du bist des Lebens wahre Quelle                                                                                      | Näher, mein Gott, zu dir / Du bist des Lebens wahre Quelle                                       | 1 Hildor Janz 2 Janz-Quartett                                                          | 19?? | Im nachfolgenden Label Janz Team erschienen                                                               |
| 163 | - Du bist des Lebens wahre Quelle (Lass mich immer Heimweh haben) [Remake-Version]1                                                             | - Näher, mein Gott, zu dir [Remake-Version „Quartett“]2                                          | 1 Hildor Janz 2 Janz-Quartett                                                          | 19?? | Im nachfolgenden Label Janz Team erschienen                                                               |
| 164 | - Nimm mich, wie ich bin1 | - Am Kreuz2                                                                                      | 1 Hildor Janz 2 Hildor, Lydia & Leo Janz                                               | 19?? | |
| 165 | - Kraft nur für heut1 | - O zu fühlen des Heilands Hand2                                                                 | 1 Hildor Janz; 2 Hildor & Leo Janz                                                     | 19?? | |
| 166 | - Aus Himmelsherrlichkeit kam er herab (Wie sollt ich ihn nicht lieben)1                                                                        | - Aus den Palästen von Elfenbein2                                                                | 1 Hildor Janz; 2 Hildor & Leo Janz                                                     | 19?? | |
| 167 | - Öffnet die Tore des Tempels1 | - Jesus allein2                                                                                  | 1 Hildor Janz; 2 Hildor & Leo Janz                                                     | 19?? | |
| 168 | - Er achtet auf den Sperling1 | - Der gute Hirt (Willst du, Herr, dein Lamm nicht leiten)2                                       | 1 Hildor Janz; 2 Hildor & Leo Janz                                                     | 19?? | |
| 169 | - Wenn Jesus kommt (Ein Bettler saß allein am Wegesrande)1                                                                                      | - Wär gleich blutrot die Sünde2                                                                  | 1 Hildor Janz; 2 Hildor, Lydia & Leo Janz                                              | 19?? | |
| 170 | - Kennst du den Ort1 | - Der große Erlöser (Es hat durchs Kreuz uns Heil gebracht Jesus, unser Erlöser)2                | 1 Hildor Janz; 2 Hildor & Leo Janz                                                     | 19?? | |
| 171 | - Reiner, immer reiner1 | - Das offene Tor2                                                                                | 1 Hildor Janz 2 Hildor & Leo Janz                                                      | 19?? | |
| 172 | Negro Spirituals | Negro Spirituals                                                                                 | 1 Hildor Janz 2 Janz-Quartett*                                                         | 19?? | * Quartett: Adolf Janz, Hildor Janz, Leo Janz, Cornie Enns; Orgel und Piano: Harding Braaten              |
| 172 | - Swing Low (Swing Low, Sweet Chariot)1 | - Just A Little Talk With Jesus / I've Been Listenin’2                                           | 1 Hildor Janz 2 Janz-Quartett*                                                         | 19?? | * Quartett: Adolf Janz, Hildor Janz, Leo Janz, Cornie Enns; Orgel und Piano: Harding Braaten              |
| 173 | On The Jericho Road Negro Spirituals 2 | On The Jericho Road Negro Spirituals 2                                                           | 1 Hildor Janz 2 Janz-Quartett*                                                         | 19?? | * Quartett: Adolf Janz, Hildor Janz, Leo Janz, Cornie Enns; Orgel und Piano: Harding Braaten              |
| 173 | - Somebody’s Knocking At Your Door1 | - On The Jericho Road2                                                                           | 1 Hildor Janz 2 Janz-Quartett*                                                         | 19?? | * Quartett: Adolf Janz, Hildor Janz, Leo Janz, Cornie Enns; Orgel und Piano: Harding Braaten              |
| 174 | - Folge mir2 | - Liebevoll wacht Jesus über dir1                                                                | 1 Hildor Janz; 2 Hildor & Leo Janz                                                     | 19?? | |
| 175 | - Der Vater weiß (Ich weiß, der Vater droben sieht)2                                                                                            | - In diese schwere, ernste Zeit1                                                                 | 1 Hildor Janz; 2 Hildor & Leo Janz                                                     | 19?? | |
| 176 | - Geh in die Stille, such ihn im Gebet2 | - Was willst du tun mit Jesus1                                                                   | 1 Hildor Janz; 2 Hildor & Leo Janz                                                     | 19?? | |
| 177 | - Komm doch zur Quelle des Lebens2 | - Öffne weit die Tür (Öffnet weit die Tür)1                                                      | 1 Hildor Janz 2 Hildor & Leo Janz                                                      | 19?? | |
| 178 | - So lange Jesus bleibt der Herr2 | - Man weiß nicht die Stund1                                                                      | 1 Hildor Janz; 2 Hildor & Leo Janz                                                     | 19?? | |
| 179 | - Keiner wird zuschanden | - Führe du mich heim, Vater                                                                      | Janz-Quartett*                                                                         | 19?? | * Quartett: Adolf Janz, Hildor Janz, Leo Janz, Cornie Enns; Orgel und Piano: Harding Braaten              |
| 180 | - Befiehl du deine Wege1 | - Am Kreuze meines Heilands2                                                                     | 1 Hildor Janz; 2 Hildor & Leo Janz                                                     | 19?? | |
| 181 | - Was frag ich nach der Welt1 | - Ich weiß einen Strom2                                                                          | 1 Hildor Janz 2 Hildor & Leo Janz                                                      | 19?? | |
| 182 | - Vaterunser (Das Vaterunser) [Single-Version]1                                                                                                 | - Wer Jesum am Kreuze im Glauben erblickt2                                                       | 1 Hildor Janz 2 Hildor & Leo Janz                                                      | 19?? | |
| 183 | - Ich hab einen herrlichen König1 | - Mächtig tobt des Sturmes Brausen2                                                              | 1 Hildor Janz 2 Hildor & Leo Janz                                                      | 19?? | |
| 184 | - Es ist ein Born, draus heilges Blut | - Herr, ich hör von gnädgen Regen                                                                | Janz-Quartett*                                                                         | 19?? | * Quartett: Adolf Janz, Hildor Janz, Leo Janz, Cornie Enns; Orgel und Piano: Harding Braaten              |
| 185 | - O dass ich tausend Zungen hätte2 | - Du bist des Lebens wahre Quelle (Lass mich immer Heimweh haben) [Single-Originalversion]1      | 1 Hildor Janz 2 Hildor & Leo Janz                                                      | 19?? | |
| 186 | Die Sach ist dein | Die Sach ist dein                                                                                | Janz-Quartett Harding Braaten (Piano)                                                  | 19?? | |
| 186 | - Die Sach ist dein, Herr Jesu Christ | - Auferstehn (An dem Auferstehungsmorgen) [Original-Singleversion]                               | Janz-Quartett Harding Braaten (Piano)                                                  | 19?? | |
|     | |                                                                                                  |                                                                                        |      | |
| 190 | - Lasst die Herzen immer fröhlich2 | - Er ist ganz derselbe heut1                                                                     | 1 Hildor Janz; 2 Hildor & Leo Janz                                                     | 19?? | |
| 191 | - Ich bin durch die Welt gegangen | - Ein starker Fels im wilden Sturm                                                               | Janz-Quartett (hier: Hildor Janz; Leo Janz; Cornelius Enns; Don Enns)                  | 19?? | |
|     | |                                                                                                  |                                                                                        |      | |
| 193 | - Behold I Show You A Mystery (In A Moment) | - Down By The Riverside                                                                          | Janz-Quartett (hier: Hildor Janz; Leo Janz; Cornelius Enns; Don Enns)                  | 19?? | |
|     | |                                                                                                  |                                                                                        |      | |
| 195 | - Mache mich stille1 | - Ewge Heimat, Ort des Friedens2                                                                 | 1 Hildor Janz; 2 Hildor & Leo Janz                                                     | 19?? | |
| 196 | - Es steht ein Kreuz1 | - Wär gleich blutrot die Sünde2 - Sag, warum noch warten1                                        | 1 Hildor & Leo Janz; 2 Hildor, Lydia & Leo Janz                                        | 1957 | |
| 197 | - Jesu, geh voran | - Die Hand, die man grausam (Die Hand meines Heilands)                                           | Janz-Quartett (hier: Hildor Janz; Leo Janz; Cornelius Enns; Don Enns)                  | 19?? | |
| 198 | - Vom himmlischen Thron2 | - Man erzählte mir froh von dem Himmel1                                                          | 1 Hildor Janz; 2 Hildor & Leo Janz                                                     |      | |
| 200 | - Breite über meinen Schlummer1 | - Gleich wie die schimmernden Sterne2                                                            | 1 Hildor Janz; 2 Hildor & Leo Janz                                                     | 19?? | |
| 201 | - Wenn ich denk an Golgatha2 | - Ich will nicht klagen1                                                                         | 1 Hildor Janz; 2 Hildor & Leo Janz                                                     | 19?? | |
| 202 | - Ich lege meine Sünden1 | - Climbing Jacob's Ladder (We Are Climbing Jacob's Ladder)2                                      | 1 Hildor Janz; 2 Hildor & Leo Janz                                                     | 19?? | |
| 203 | Fragst du nach Zweck und nach Sinn deines Lebens                                                                                                | Fragst du nach Zweck und nach Sinn deines Lebens                                                 | 1 Hildor Janz; 2 Janz-Quartett                                                         | 19?? | |
| 203 | - Fragst du nach Zweck und nach Sinn deines Lebens2                                                                                             | - Wasch rein mein Herz1                                                                          | 1 Hildor Janz; 2 Janz-Quartett                                                         | 19?? | |
| 204 | - Einsam geh ich durch die Straßen1 | - Wohin sollt ich gehn2                                                                          | 1 Hildor Janz; 2 Janz-Quartett                                                         | 19?? | |
| 205 | Mach mich zum Segen | Mach mich zum Segen                                                                              | 1 Hildor Janz; 2 Janz-Quartett                                                         | 19?? | |
| 205 | - Mach mich zum Segen1 | - Auf, du Schar der Kreuzesstreiter2                                                             | 1 Hildor Janz; 2 Janz-Quartett                                                         | 19?? | |
| 206 | Der schönste Platz | Der schönste Platz                                                                               | 1 Hildor Janz; 2 Janz-Quartett; 3 Janz-Team-Studiochor*                                | 19?? | * Bezeichnung bei Erstveröffentlichung: „Janz-Team-Chor“                                                  |
| 206 | - Der schönste Platz1;3 | - Traue Jesu2                                                                                    | 1 Hildor Janz; 2 Janz-Quartett; 3 Janz-Team-Studiochor*                                | 19?? | * Bezeichnung bei Erstveröffentlichung: „Janz-Team-Chor“                                                  |
| 207 | Hier auf Erden bin ich ein Pilger | Hier auf Erden bin ich ein Pilger                                                                | 1 Hildor Janz 2 Janz-Quartett                                                          | 19?? | |
| 207 | - Hier auf Erden bin ich ein Pilger2 | - Ich gehe mit Jesus1                                                                            | 1 Hildor Janz 2 Janz-Quartett                                                          | 19?? | |
| 208 | Bist du rein durch das Blut | Bist du rein durch das Blut                                                                      | 1 Hildor Janz; 2 Janz-Quartett                                                         | 19?? | |
| 208 | - Bist du rein durch das Blut2 | - Golgatha (Wo Jesus einst gekreuzigt ward) [Single-Version]1                                    | 1 Hildor Janz; 2 Janz-Quartett                                                         | 19?? | |
| 209 | Negro Spirituals Roll, Jordan, Roll | Negro Spirituals Roll, Jordan, Roll                                                              | 1 Hildor Janz 2 Janz-Quartett                                                          | 19?? | |
| 209 | - Roll, Jordan, Roll1 | - Lord, I Want To Be A Christian2                                                                | 1 Hildor Janz 2 Janz-Quartett                                                          | 19?? | |
| 210 | Aus der Verzweiflung und Not dieser Welt | Aus der Verzweiflung und Not dieser Welt                                                         | Bob & DeEtta Janz                                                                      | 19?? | Veröffentlichung im nachfolgenden Musiklabel Janz Team – Gern gehört                                      |
| 210 | - Aus der Verzweiflung und Not dieser Welt | - Was kann ich, Herr, dir geben?                                                                 | Bob & DeEtta Janz                                                                      | 19?? | Veröffentlichung im nachfolgenden Musiklabel Janz Team – Gern gehört                                      |
| 211 | Nimm, o Herr, meine Hand | Nimm, o Herr, meine Hand                                                                         | 1 Hildor Janz; 2 Janz-Quartett                                                         | 19?? | |
| 211 | - Nimm, o Herr, meine Hand1 | - Wenn der Morgen kommt2                                                                         | 1 Hildor Janz; 2 Janz-Quartett                                                         | 19?? | |
| 212 | Mag auch die Welt | Mag auch die Welt                                                                                | 1 Hildor Janz; 2 Janz-Quartett; 3 Janz-Team-Studiochor                                 | 1970 | |
| 212 | - Mag auch die Welt1 | - Ja, nur in der Stille2                                                                         | 1 Hildor Janz; 2 Janz-Quartett; 3 Janz-Team-Studiochor                                 | 1970 | |
| 213 | Wenn du Jesus kennst | Wenn du Jesus kennst                                                                             | 1 Hildor Janz; 2 Janz-Quartett                                                         | 19?? | |
| 213 | - Wenn du Jesus kennst1 | - Ich singe, ich bin glücklich2                                                                  | 1 Hildor Janz; 2 Janz-Quartett                                                         | 19?? | |
|     | |                                                                                                  |                                                                                        |      | |
| 215 | Ohne Jesus | Ohne Jesus                                                                                       | Janz Team Singers; Danny & Paul                                                        | 1972 | Bereits unter nachfolgenden Label Janz Team erschienen                                                    |
| 215 | - Ohne Jesus | - Wie, warum, wohin                                                                              | Janz Team Singers; Danny & Paul                                                        | 1972 | Bereits unter nachfolgenden Label Janz Team erschienen                                                    |
|     | |                                                                                                  |                                                                                        |      | |
| 501 | - Gehe in den Weinberg1 [Terzett-Version] | - In den Garten                                                                                  | Parschauer Sisters* 1 mit Vater John Parschauer                                        | 19?? | * Sharon & Donna Parschauer                                                                               |
| 502 | - O komm heut | - Nimm du mich ganz hin                                                                          | Parschauer Sisters (Sharon & Donna Parschauer)                                         | 19?? | |
| 503 | - Horch, dein Heiland lässt dich laden | - Mein Jesus liebt mich (Er hat mich so geliebt)                                                 | Parschauer Sisters (Sharon & Donna Parschauer)                                         | 19?? | |
| 504 | - Freie Gnad | - Lass die Küstenfeuer brennen (Leuchtend strahlt des Vaters Gnade)                              | Parschauer Sisters (Sharon & Donna Parschauer)                                         | 19?? | Katalognummer enthält unregelrechten Postfix: „-45“                                                       |
| 505 | Kinderlieder | Kinderlieder                                                                                     | Parschauer Sisters (Sharon & Donna Parschauer)                                         | 19?? | |
| 505 | - Willst du wissen, warum ich ihn liebe? / Mein Herr kennt den Weg / Folgen, folgen, Jesu will ich folgen / Es ist Herrlichkeit mit ihm zu gehn | - Wenn der Heiland (Wenn der Heiland, wenn der Heiland als König erscheint)                      | Parschauer Sisters (Sharon & Donna Parschauer)                                         | 19?? | |
| 506 | Kinderlieder 2 | Kinderlieder 2                                                                                   | Parschauer Sisters (Sharon & Donna Parschauer)                                         | 19?? | |
| 506 | - Das einzige Buch / Lies die Bibel / Pass auf, kleines Auge / Jesus, mein Heiland                                                              | - Jesus, mein Herr, wird immer mich lieben                                                       | Parschauer Sisters (Sharon & Donna Parschauer)                                         | 19?? | |
| 507 | Kinderlieder 3 | Kinderlieder 3                                                                                   | Parschauer Sisters*                                                                    | 19?? | * „Duett der Parschauer Kinder“: Sharon & Donna Parschauer                                                |
| 507 | - Lasst die Kindlein zu mir kommen | - Gehst du mit zum Himmel / Ich weiß, ich werde Jesus einmal sehn / Zachäus war ein kleiner Mann | Parschauer Sisters*                                                                    | 19?? | * „Duett der Parschauer Kinder“: Sharon & Donna Parschauer                                                |
| 508 | Kinderlieder 4 | Kinderlieder 4                                                                                   | Parschauer Sisters*                                                                    | 19?? | * „Duett der Parschauer Kinder“: Sharon & Donna Parschauer                                                |
| 508 | - Ein kleiner Spatz zur Erde fällt / Der Kluge baut sein Haus auf Felsengrund / Eine Tür (Eine, nur eine Tür, zwei Seiten gibt’s dazu)          | - Er bleibt getreu                                                                               | Parschauer Sisters*                                                                    | 19?? | * „Duett der Parschauer Kinder“: Sharon & Donna Parschauer                                                |
|     | |                                                                                                  |                                                                                        |      | |
| 510 | - Gehe in den Weinberg [Duett-Version] | - Ein Bettler saß allein                                                                         | Parschauer Sisters*                                                                    | 19?? | * Sharon & Donna Parschauer                                                                               |
|     | |                                                                                                  |                                                                                        |      | |
| 710 | Überall | Überall                                                                                          | Joyful-Sound-Group* 1 Hildor Janz                                                      | 1973 | Erschienen im Kinder-Sublabel Platten für uns                                                             |
| 710 | - Steig ein1 | - Überall                                                                                        | Joyful-Sound-Group* 1 Hildor Janz                                                      | 1973 | Erschienen im Kinder-Sublabel Platten für uns                                                             |
|     | |                                                                                                  |                                                                                        |      | |
| 902 | - Schöpfer, der du Welten gründest | - Führwahr, er trug unsere Krankheit                                                             | Männerchor der EFG Solingen                                                            | 19?? | |
| 903 | - O Wort voll Trost uns Seligkeit | - Beinah bekehret                                                                                | Männerchor der EFG Solingen                                                            | 19?? | |
| 904 | - Potpourri: Komm zu mir (Horch, wie des Hirten Ruf erschallt) / Steh auf (Steht auf, steht auf für Jesus) / Auf, denn die Nacht wird kommen    | - Herr, bleib bei mir                                                                            | Heilsarmee-Musikkorps Basel 1                                                          | 19?? | |
| 905 | - Komm heim, komm heim | - Das Kreuz (Das alt raue Kreuz) (Dort auf Golgatha starb)                                       | Heilsarmee-Musikkorps Basel 1                                                          | 19?? | |
| 906 | - Näher, noch näher2 | - Wunderbar Lebenswort1                                                                          | 1 Hildor & Leo Janz 2 Janz-Team-Feldzugschor Lübeck                                    | 19?? | |
| 907 | - Wie groß bist du (Du großer Gott, wenn ich die Welt betrachte)1                                                                               | - Weißer denn der Schnee (Weißer als Schnee) (Kennst du wohl den Brunnen, der rinnt)             | Janz-Team-Feldzugschor Ruhr 1 Hildor Janz                                              | 19?? | |
| 907 | Wie groß bist du | Wie groß bist du                                                                                 | Janz-Team-Feldzugschor 1 Hildor Janz                                                   | 19?? | |
| 907 | - Wie groß bist du (Du großer Gott, wenn ich die Welt betrachte) [Remake]1                                                                      | - O jauchzt, ihr Gotteskinder                                                                    | Janz-Team-Feldzugschor 1 Hildor Janz                                                   | 19?? | |
| 907 | Wie groß bist du | Wie groß bist du                                                                                 | Hildor Janz; Janz-Team-Feldzugschor                                                    | 1974 | Seite A: Remix von Remake-Aufnahme; Seite B: Zusätzliche Vokalaufnahmen mit Hildor Janz über Choraufnahme |
| 907 | - Wie groß bist du (Du großer Gott, wenn ich die Welt betrachte) [Nils-Kjellström-Remix]                                                        | - Kennst du wohl den Brunnen, der rinnt (Weißer denn der Schnee) [Nils-Kjellström-Remix]         | Hildor Janz; Janz-Team-Feldzugschor                                                    | 1974 | Seite A: Remix von Remake-Aufnahme; Seite B: Zusätzliche Vokalaufnahmen mit Hildor Janz über Choraufnahme |
| 908 | - Hast du keinen Raum für Jesus | - Wenn Friede mit Gott1                                                                          | Janz-Team-Feldzugschor Ruhr* 1 Hildor Janz                                             | 19?? | * Chor von 400 Stimmen; Katalognummer enthält unregelrechten Postfix: „-45“                               |
| 909 | - Mit leeren Händen (Muss ich gehn mit leeren Händen)                                                                                           | - Der Herr, mein Hirte1                                                                          | Janz-Team-Feldzugschor Ruhr 1 Hildor Janz                                              | 19?? | |
| 910 | - Ich hörte Jesu Freundesruf | - O Gott, dir sei Ehre                                                                           | Heilsarmee-Musikkorps Basel 1                                                          | 19?? | |
| 911 | - Lass Jesus ins Herz dir einziehen (Lass Jesus ins Herz dir einziehn)                                                                          | - Jesus nimmt die Sünder an1                                                                     | Janz-Team-Feldzugschor Frankfurt 1 Hildor Janz                                         | 19?? | |
| 912 | Das alt raue Kreuz | Das alt raue Kreuz                                                                               | Janz-Team-Feldzugschor Frankfurt                                                       | 19?? | |
| 912 | - Das alt raue Kreuz | - Lehre mich glauben, Herr                                                                       | Janz-Team-Feldzugschor Frankfurt                                                       | 19?? | |
|     | |                                                                                                  |                                                                                        |      | |
| 914 | Mächtige Ströme des Segens | Mächtige Ströme des Segens                                                                       | Janz-Team-Feldzugschor Bern                                                            | 19?? | Unveränderte Neuauflage erschienen                                                                        |
| 914 | - Mächtige Ströme des Segens | - Wenn zuletzt ich daheim (Ob mich brausende Wogen umtoben)                                      | Janz-Team-Feldzugschor Bern                                                            | 19?? | Unveränderte Neuauflage erschienen                                                                        |
| 915 | - Das hehre Ziel! (Alle Sorgen dieser Erde) | - Jesu Leiden – Jesu Liebe (In des Ölbergs Garten kniet er)1                                     | Männerchor der EFG Solingen 1 Hildor Janz                                              | 19?? | |
| 916 | - Bringt sie herein | - Komm zum Kreuz                                                                                 | Janz-Team-Feldzugschor Frankfurt                                                       | 19?? | |
| 917 | - Ist’s wirklich wahr | - Unterm Kreuz ist Friede                                                                        | Janz-Team-Feldzugschor Frankfurt                                                       | 19?? | |
|     | |                                                                                                  |                                                                                        |      | |
| 918 | - Dir fehlt wohl noch der Friede | - Einer, den die Gnade fand (Einer, der Gnade fand)                                              | Janz-Team-Feldzugschor Zürich*                                                         | 19?? | * Züricher Feldzugschor                                                                                   |
| 919 | - Jesu, meine Freude (Jesus, meine Freude) | - Gloria sei dir gesungen                                                                        | Hildor Janz Janz-Team-Feldzugschor Wiesbaden*                                          | 19?? | * Wiesbadener Feldzugschor                                                                                |
| 920 | - Die Himmel erzählen (Die Himmel erzählen die Ehre Gottes) [Single-Version]                                                                    | - Heilig, heilig, heilig1                                                                        | [[Janz-Team-Feldzugschor Wiesbaden 1 Hildor Janz                                       | 19?? | |
| 921 | Auf Adlers Flügeln getragen | Auf Adlers Flügeln getragen                                                                      | Hildor Janz Janz-Team-Feldzugschor]] Wiesbaden                                         | 19?? | |
| 921 | - Auf Adlers Flügeln getragen | - Alles will ich, Herr, verlassen                                                                | Hildor Janz Janz-Team-Feldzugschor]] Wiesbaden                                         | 19?? | |
| 922 | - Volle Seligkeit | - Noch geht ein Ruf der Gnaden                                                                   | Männerchor der EFG Solingen                                                            | 19?? | |
| 923 | - Halte ein und überlege | - Ich hab einen Heiland                                                                          | Janz-Team-Feldzugschor Mannheim*                                                       | 19?? | * Mannheimer Feldzugschor                                                                                 |
| 924 | - Mosis Lobgesang (Ich will singen dem Herrn)                                                                                                   | - Leise und inniglich mahnet der Heiland1                                                        | Janz-Team-Feldzugschor Mannheim* 1 Hildor Janz                                         | 19?? | * Mannheimer Feldzugschor                                                                                 |
| 925 | - Nun danket alle Gott - Ich singe dir mit Herz und Mund                                                                                        | - Dir, dir, Jehova, will ich singen - Lobe den Herren, den mächtigen König der Ehren             | Kantorei der Bergkirche Wiesbaden mit Streichorchester unter der Leitung von Hans Kunz | 19?? | |
| 926 | - Dein sind wir, Jesus, Gottes Sohn | - Gott bei mir an jedem Ort (Es klinget vom Kreuze des Heilandes Wort)                           | Brüderchor der Predigerschule Ewersbach                                                | 19?? | |
| 927 | - Gott ruft dich heut durch Jesum Christ | - Ein volles Heil                                                                                | Männerchor Dillkreis*                                                                  | 19?? | * „Männerchor des Dillkreises“                                                                            |
| 928 | - Reiches Versprechen hat Gott gegeben | - Suche Jesum und sein Licht                                                                     | Wermelskirchener Allianz-Chor                                                          | 19?? | |
| 929 | - Wunder der Gnade Jesu | - Wenn mich nur mein Jesus liebt                                                                 | Janz-Team-Feldzugschor Dillenburg                                                      | 19?? | |
| 930 | - Er betet für dich | - Kraft von oben                                                                                 | Solinger Männerchor                                                                    | 19?? | |
|     | |                                                                                                  |                                                                                        |      | |
| 932 | - Der Heiland sorgt für dich1 | - Aufblick zum Herrn                                                                             | Solinger Männerchor 1 Cornelius Enns                                                   | 19?? | |
| 933 | Zum Thron der Gnade | Zum Thron der Gnade                                                                              | Janz-Team-Feldzugschor Ruhr* 1 Hildor Janz                                             | 19?? | *Bezeichnung bei Erstveröffentlichung: „Ruhrfeldzugschor“                                                 |
| 933 | - Gottes Volk darf nie ermüden | - Zum Thron der Gnade1                                                                           | Janz-Team-Feldzugschor Ruhr* 1 Hildor Janz                                             | 19?? | *Bezeichnung bei Erstveröffentlichung: „Ruhrfeldzugschor“                                                 |
| 934 | - Überall brauch ich den Heiland | - Mein Gott und ich1                                                                             | Janz-Team-Feldzugschor Ruhr 1 Hildor Janz                                              | 19?? | |
|     | |                                                                                                  |                                                                                        |      | |
| 936 | - Ich klopfe an | - Ich sing von Jesu Kreuze                                                                       | Allianzchor Wermelskirchen                                                             | 19?? | |
| 937 | Jerusalem | Jerusalem                                                                                        | Janz-Team-Feldzugschor Kreuztal 1 Hildor Janz                                          | 19?? | Unveränderte Neuauflage erschienen                                                                        |
| 937 | - Jerusalem1 | - O hätt ich tausend Zungen nur                                                                  | Janz-Team-Feldzugschor Kreuztal 1 Hildor Janz                                          | 19?? | Unveränderte Neuauflage erschienen                                                                        |
|     | |                                                                                                  |                                                                                        |      | |
| 938 | - Lasst mich gehn1 (mit Terzett) | - Die Zeit ist kurz2                                                                             | 1 Hildor Janz; 2 Hildor, Lydia & Leo Janz                                              | 19?? | |
| 939 | - Schönster Herr Jesu (Instrumental)1 | - O Gott, mein Gott2                                                                             | 1 Walter-Neufeld-Streichergruppe; 2 Menno-Neufeld-Chor                                 | 19?? | |
| 940 | - O Jesu Name, lieblich klingst1 | - Wenn die liebe Sonne sinket                                                                    | Hildor Janz; 1 Menno-Neufeld-Chor; Walter-Neufeld-Streichergruppe;                     | 19?? | |
| 941 | - Sieh, im Kampfe aller Zeiten3 | - Hast du Jesum, hast du Frieden1 - Komm, Sünder, komm2                                          | 1 Hildor Janz; 2 Hildor & Leo Janz; 3 Janz-Team-Feldzugschor Ruhrgebiet                | 19?? | |
| 942 | Gottes heilge Wahrheit | Gottes heilge Wahrheit                                                                           | Janz-Team-Feldzugschor Biedenkopf 1 Hildor Janz                                        | 19?? | |
| 942 | - Gottes heilge Wahrheit | - Das Kreuz, es stehet fest (Halleluja, rühmt das Kreuz)1                                        | Janz-Team-Feldzugschor Biedenkopf 1 Hildor Janz                                        | 19?? | |
|     | |                                                                                                  |                                                                                        |      | |
| 944 | In Gloria | In Gloria                                                                                        | Hildor Janz; Janz-Team-Feldzugschor                                                    | 19?? | |
| 944 | - In Gloria | - Es eilt die Zeit (Komm, eh der letzte Tag versinkt)                                            | Hildor Janz; Janz-Team-Feldzugschor                                                    | 19?? | |
| 945 | Negro Spirituals On My Journey Home | Negro Spirituals On My Journey Home                                                              | Hildor Janz 1 Janz-Team-Studiochor*                                                    | 19?? | * Bezeichnung bei Erstveröffentlichung: „Janz-Team-Chor“                                                  |
| 945 | - On My Journey Home1 | - Deep River                                                                                     | Hildor Janz 1 Janz-Team-Studiochor*                                                    | 19?? | * Bezeichnung bei Erstveröffentlichung: „Janz-Team-Chor“                                                  |
| 946 | Kommt | Kommt                                                                                            | Janz-Team-Feldzugschor                                                                 | 19?? | |
| 946 | - Kommt, singt dem Herrn | - Lobt den Herrn, ihr Menschenchöre                                                              | Janz-Team-Feldzugschor                                                                 | 19?? | |
| 947 | - Ich komme, Herr | - O Gott, mein Gott                                                                              | 1 Hildor Janz 2 Janz-Team-Feldzugschor                                                 | 19?? | |

| Nr. | Titel                                                                                   | Titel                                                                                   | Interpreten                         | Jahr | Anmerkungen                                   |
| Nr. | Seite A                                                                                 | Seite B                                                                                 | Interpreten                         | Jahr | Anmerkungen                                   |
| --- | --------------------------------------------------------------------------------------- | --------------------------------------------------------------------------------------- | ----------------------------------- | ---- | --------------------------------------------- |
| 43K | Zachäus                                                                                 | Zachäus                                                                                 | Hildor Janz Manfred Paul (Sprecher) | 19?? |                                               |
| 43K | - Die Vöglein - Weiße Wolken - Ich hab’ ein frohes Herzelein                            | Manfred Paul erzählt: Zachäus (Geschichte)                                              | Hildor Janz Manfred Paul (Sprecher) | 19?? |                                               |
| 44K | Für uns Onkel Manfred erzählt: „Der barmherzige Samariter“ – Onkel Hildor singt für uns | Für uns Onkel Manfred erzählt: „Der barmherzige Samariter“ – Onkel Hildor singt für uns | Hildor Janz Manfred Paul (Sprecher) | 19?? | Erschienen im Kinder-Sublabel Platten für uns |
| 44K | - Wir wollen Wegweiser sein - Lass die Freude in dein Herz - Jeden Tag                  | Manfred Paul erzählt: Der barmherzige Samariter (Geschichte)                            | Hildor Janz Manfred Paul (Sprecher) | 19?? | Erschienen im Kinder-Sublabel Platten für uns |

| Nr. | Nr.  | Nr.                                                                                                | Titel                                                                                      | Titel | Interpreten                                                                                        | Jahr | Anmerkungen                                                                            |
| Nr. | Nr.  | Nr.                                                                                                | Seite A                                                                                    | Seite B | Interpreten                                                                                        | Jahr | Anmerkungen                                                                            |
| --- | ---- | -------------------------------------------------------------------------------------------------- | ------------------------------------------------------------------------------------------ | --- | -------------------------------------------------------------------------------------------------- | ---- | -------------------------------------------------------------------------------------- |
| B   | 10   | | Seelengewinnen Sag’s ohne Scheu • Botschaft                                                | Seelengewinnen Sag’s ohne Scheu • Botschaft                                                                      | Leo Janz (Sprecher)                                                                                | 19?? |                                                                                        |
| B   | 10   | - Wie werde ich ein bekennender Christ?                                                            | - Kennen Sie das Geheimnis des Zeugnisses von Mann zu Mann? - Welche Wege führen zum Ziel? | | Leo Janz (Sprecher)                                                                                | 19?? |                                                                                        |
|     |      | |                                                                                            | | |      |                                                                                        |
| B   | 12   | | Wie führe ich einen Menschen zu Jesus? Sag’s ohne Scheu • Vol. 3                           | Wie führe ich einen Menschen zu Jesus? Sag’s ohne Scheu • Vol. 3                                                 | Leo Janz (Sprecher)                                                                                | 19?? |                                                                                        |
| B   | 12   | - Wie führe ich einen Menschen zu Jesus?                                                           | ?                                                                                          | | Leo Janz (Sprecher)                                                                                | 19?? |                                                                                        |
| B   | 13   | | Wie finde ich den wahren Sinn des Lebens? Sag’s ohne Scheu • Vol. 4                        | Wie finde ich den wahren Sinn des Lebens? Sag’s ohne Scheu • Vol. 4                                              | Leo Janz (Sprecher)                                                                                | 19?? |                                                                                        |
| B   | 13   | - Wie finde ich den wahren Sinn des Lebens?                                                        | - Wie finde ich den wahren Sinn des Lebens? (Fortsetzung)                                  | | Leo Janz (Sprecher)                                                                                | 19?? |                                                                                        |
|     |      | |                                                                                            | | |      |                                                                                        |
| B   | 15   | | Gesundes Christsein mit fünf G Sag’s ohne Scheu • Vol. 6                                   | Gesundes Christsein mit fünf G Sag’s ohne Scheu • Vol. 6                                                         | Leo Janz (Sprecher)                                                                                | 19?? |                                                                                        |
| B   | 15   | - Gesundes Christsein mit fünf G                                                                   | - Gesundes Christsein mit fünf G (Fortsetzung)                                             | | Leo Janz (Sprecher)                                                                                | 19?? |                                                                                        |
|     |      | |                                                                                            | | |      |                                                                                        |
|     | 10   | RL                                                                                                 | - Mein Heiland ruft mir zu                                                                 | - Näher, noch näher [Lieder-des-Lebens-Version]                                                                  | Renate Lüsse (Kontra-Alt)                                                                          | 19?? |                                                                                        |
|     | 11   | RL                                                                                                 | - Weil aus Liebe du starbst                                                                | - Ist Jesus da                                                                                                   | Renate Lüsse                                                                                       | 19?? |                                                                                        |
|     | 12   | RL                                                                                                 | - Weiß ich den Weg auch nicht [Lieder-des-Lebens-Version]                                  | - Ich will nicht klagen [Lieder-des-Lebens-Version]                                                              | Renate Lüsse                                                                                       | 19?? |                                                                                        |
|     | 13   | RL                                                                                                 | - Durch manche Länderstrecke                                                               | - Zarte Liebe | Renate Lüsse                                                                                       | 19?? |                                                                                        |
|     | 14   | RL                                                                                                 | - Beter sind Wundervollbringer                                                             | - Herr, ich bin müd                                                                                              | Renate Lüsse                                                                                       | 19?? |                                                                                        |
|     | 15   | RL                                                                                                 | - Was kann ich, Herr, dir geben?                                                           | - Nimm, o Herr, meine Hand                                                                                       | Renate Lüsse                                                                                       | 19?? |                                                                                        |
|     |      | |                                                                                            | | |      |                                                                                        |
|     | 20   | AN                                                                                                 | - Ich bin der Weg - Lauschen, lauschen - Weil ich Jesu Schäflein bin - Komm in mein Herz   | - Wie kam Moses durch das Rote Meer - Weit, weit wie die Meere - Lobt ihn, lobt ihn - Jesus wartet an dem Herzen | Anahid Nawassartian                                                                                | 19?? |                                                                                        |
|     | 21   | AN                                                                                                 | - Kommt, stimmet alle jubelnd ein - Er hat mich so geliebt - Lasst uns beten zu dem Herrn  | - Ich steh auf Fels, Halleluja - Ob in Freuden oder Leiden - Ein Schäflein von der Weiden                        | Anahid Nawassartian                                                                                | 19?? |                                                                                        |
|     |      | |                                                                                            | | |      |                                                                                        |
|     | 41   | RB                                                                                                 | - Auftrag meines Herrn                                                                     | - Seine Liebe | Roy Bickle (Bariton)                                                                               | 19?? |                                                                                        |
|     | 42   | RB                                                                                                 | - Für Jesus1                                                                               | - Ich werde ihn immer lieben2                                                                                    | 1Roy Bickle* 2Roy und Jean Bickle                                                                  | 19?? | * Schreibweise teilweise auch: Roy Bickel (?)                                          |
|     | 43   | RB                                                                                                 | - Wie groß bist du (Du großer Gott, wenn ich die Welt betrachte)                           | - Aus den Palästen                                                                                               | Roy Bickle                                                                                         | 19?? |                                                                                        |
|     | 44   | RB                                                                                                 | - Komm zum Kreuz                                                                           | - Erlöst bin ich                                                                                                 | Roy Bickle                                                                                         | 19?? |                                                                                        |
|     | 45   | RB                                                                                                 | - Du kommst nicht im Leben an Christus vorbei                                              | - Der Herr ist mein Licht                                                                                        | Roy Bickle                                                                                         | 19?? |                                                                                        |
|     |      | |                                                                                            | | |      |                                                                                        |
|     | 61   | OR                                                                                                 | - Nur mit Jesu will ich Pilger wandern (Nur mit Jesus will ich Pilger wandern)             | - Auf dem Lamm ruht meine Seele                                                                                  | Harding Braaten (Orgel)                                                                            | 19?? |                                                                                        |
|     | 62   | OR                                                                                                 | - Gehe nicht vorbei, o Heiland                                                             | - Potpourri: Solang mein Jesus lebt / Es ist Herrlichkeit, mit ihm zu gehn / O ja, er ist wunderbar              | Harding Braaten (Orgel)                                                                            | 19?? |                                                                                        |
|     | 63   | OR                                                                                                 | - Schönster Herr Jesu - Näher, noch näher                                                  | - Ich bin durch die Welt gegangen - Er achtet auf den Sperling                                                   | Harding Braaten auf der Orgel der Lutherkirche Solingen                                            | 19?? |                                                                                        |
|     |      | |                                                                                            | | |      |                                                                                        |
|     | 71   | SE                                                                                                 | - Stille Nacht, heilige Nacht                                                              | - Es läuten die Glocken                                                                                          | Siegerländer Evangeliumsquartett (Ruth Meinhardt, Ruth Kunze, Willi Ernst, Ernst Kunze)            | 19?? | Siegerländer Evangeliumsquartett: Ruth Meinhardt, Ruth Kunze, Willi Ernst, Ernst Kunze |
|     | 72   | SE                                                                                                 | - Ich will von meinem Heiland singen                                                       | - Dich, Jesum, lass ich ewig nicht                                                                               | Siegerländer Evangeliumsquartett                                                                   | 19?? |                                                                                        |
|     | 73   | SE                                                                                                 | - Fragst du gar nicht danach                                                               | - Es ist vollbracht                                                                                              | Siegerländer Evangeliumsquartett                                                                   | 19?? |                                                                                        |
|     |      | |                                                                                            | | |      |                                                                                        |
|     | 81   | W                                                                                                  | - Harre, meine Seele                                                                       | - Heilger Geist, du Licht von Gott                                                                               | Samuel Wall (Bariton)                                                                              | 19?? | * G. Wall (?)                                                                          |
|     | 82   | W                                                                                                  | - Der Born des Heils                                                                       | - Schau ich zu jenem Kreuze hin                                                                                  | Samuel Wall (Bariton)                                                                              | 19?? |                                                                                        |
|     | 83   | N                                                                                                  | - Glaube gibt Siegeskraft - Brauch ich mehr als dich                                       | - Es harrt die Braut so lange schon - O Gott, mein Gott                                                          | Quartett „Quelle des Lebens“ (C. Balzer, E. Balzer, I. Neufeld, A. Neufeld)                        | 19?? | Quartett „Quelle des Lebens“: C. Balzer, E. Balzer, I. Neufeld, A. Neufeld             |
|     | 84   | N                                                                                                  | - Nimm du mich ganz hin                                                                    | - O Meister, lass mich gehn mit dir - Bleibend ist deine Treu                                                    | Quartett „Quelle des Lebens“                                                                       | 19?? |                                                                                        |
|     |      | |                                                                                            | | |      |                                                                                        |
|     | 101  | HM                                                                                                 | - Und der Geist und die Braut sprechen: Komm                                               | - Brich herein, süßer Schein                                                                                     | Hanna Häßler & Hans Müller                                                                         | 19?? |                                                                                        |
|     | 102  | HM                                                                                                 | - Glauben lerne Tag für Tag                                                                | - Ich bleib bei dir                                                                                              | Hanna Häßler & Hans Müller                                                                         | 19?? |                                                                                        |
|     | 103  | HM                                                                                                 | - O Haupt voll Blut und Wunden                                                             | - Nun lasst uns Gott, dem Herren                                                                                 | Hanna Häßler & Hans Müller                                                                         | 19?? |                                                                                        |
|     |      | |                                                                                            | | |      |                                                                                        |
|     | 551  | L                                                                                                  | - Dir, dir, Jehova, will ich singen1                                                       | - Gleich verlornen Schafen1; 2                                                                                   | 1Anne-Marie Lehmann 2 Doris Lehmann*                                                               | 19?? | * (Interpret unklar, alternativ: Anita Lehmann)                                        |
|     | 552  | L                                                                                                  | - Nicht die Hälfte hat man mir gesagt (Einstens las ich von einer Stadt Salem)1            | - O glücklich lebt, wer Frieden hat gefunden2                                                                    | 1 Anne-Maria Lehmann 2 Anne-Marie und Doris Lehmann                                                | 19?? |                                                                                        |
|     |      | |                                                                                            | | |      |                                                                                        |
| 1B  | 917  | | Geschenk-Schallplatte                                                                      | Geschenk-Schallplatte                                                                                            | 1 Hildor Janz; 2 Hildor & Leo Janz; 3 Janz-Quartett; 4 Janz-Team-Feldzugschor; Leo Janz (Sprecher) | 19?? |                                                                                        |
| 1B  | 917  | - O Gott, dir sei Ehre4 - Muss ich gehn2 - We Are Climbing Jacobs Ladder3 - Heimat im Lichte dort1 | - Was fehlt mir noch (Ansprache)                                                           | | 1 Hildor Janz; 2 Hildor & Leo Janz; 3 Janz-Quartett; 4 Janz-Team-Feldzugschor; Leo Janz (Sprecher) | 19?? |                                                                                        |
|     |      | |                                                                                            | | |      |                                                                                        |
| 1B  | 2595 | | Geschenk-Schallplatte                                                                      | Geschenk-Schallplatte                                                                                            | Leo Janz (Sprecher) 1 Hildor Janz 2 Hildor & Leo Janz                                              | 19?? |                                                                                        |
| 1B  | 2595 | - Siehe, ich komme wie ein Dieb (Ansprache)                                                        | - Nimm, o Herr, meine Hand2 - Wenn des Lebens Stürme toben2 - Durch herrliche Auen1        | | Leo Janz (Sprecher) 1 Hildor Janz 2 Hildor & Leo Janz                                              | 19?? |                                                                                        |

### EPs
| Nr.  | Titel | Titel                                                                                           | Interpreten | Jahr | Anmerkungen |
| Nr.  | Seite A | Seite B                                                                                         | Interpreten | Jahr | Anmerkungen |
| ---- | --- | ----------------------------------------------------------------------------------------------- | --- | ---- | ----------- |
| 3001 | Die Tage eilen hin | Die Tage eilen hin                                                                              | 1 Hildor Janz; 2 Hildor & Leo Janz; 3 Hildor, Lydia & Leo Janz; Harding Braaten (Orgel)                                                                                         | 19?? |             |
| 3001 | - Die Tage eilen hin (Manches Herz will fast ermüden)2 - Es schaut bei Nacht und Tage3 - Nur mit Jesus will ich Pilger wandern (Nur mit Jesu will ich Pilger wandern)3 | - Welch Glück ist’s erlöst zu sein (Instrumental) - Gehe nicht vorbei, o Heiland1               | 1 Hildor Janz; 2 Hildor & Leo Janz; 3 Hildor, Lydia & Leo Janz; Harding Braaten (Orgel)                                                                                         | 19?? |             |
| 3002 | - Bis in den Tod5 - Kommt, stimmet alle jubelnd ein4 - Ich bin dein, o Herr1                                                                                           | - Seliges Wissen, Jesus ist mein3 - Auf, denn die Nacht wird kommen4 - Jesus ruft heut2         | 1 Hildor Janz; 2 Hildor & Leo Janz; 3 Hildor, Lydia & Leo Janz; 4 Offenes Singen Janz-Team-Evangelisation Wuppertal 1957 5 Männerchor der Baptistengemeinde Wuppertal-Elberfeld | 19?? |             |
| 3003 | - Wird der Herr uns wachend finden2 - Herr, bleib bei mir3 - Fahre hin, du böse Welt und Sünde1                                                                        | - Hier auf Erden bin ich ein Pilger2 - Wir pilgern nach Zion3 - Jesu trau ich (Jesus trau ich)1 | 1 Hildor Janz; 2 Hildor & Leo Janz; 3 Hildor, Lydia & Leo Janz | 19?? |             |

### LPs
| Nr. | Nr. | Titel | Interpreten | Jahr | Anmerkungen |
| --- | --- | --- | --- | ---- | --- |
| F   | 30  | Es begann mit Musik Original-Filmmusik mit den wichtigsten Szenenausschnitten                                             | Sprecher der Filmszenen: Karin: Anna Isabell Grabert Freddy: Jürgen Grützmann Pastor: Wolfgang Hessler Hildor Janz (Sänger) Leo Janz (Botschaft) Wolfgang Leo (Moderation) Musik: Ralph Carmichael; Drehbuch: Ken Anderson; Regie: Heinz Füssle | 19?? | Original-Filmmusik mit den wichtigsten Szenenausschnitten aus dem Farbfilm „Es begann mit Musik“, eine International-Film-Produktion in Zusammenarbeit mit dem Janz Team e.V. |
| F   | 30  | Es begann mit Musik – Filmmusik von Ralph Carmichael • Fragst du nach dem Zweck und nach Sinn deines Lebens (Hildor Janz) | Sprecher der Filmszenen: Karin: Anna Isabell Grabert Freddy: Jürgen Grützmann Pastor: Wolfgang Hessler Hildor Janz (Sänger) Leo Janz (Botschaft) Wolfgang Leo (Moderation) Musik: Ralph Carmichael; Drehbuch: Ken Anderson; Regie: Heinz Füssle | 19?? | Original-Filmmusik mit den wichtigsten Szenenausschnitten aus dem Farbfilm „Es begann mit Musik“, eine International-Film-Produktion in Zusammenarbeit mit dem Janz Team e.V. |

| Nr. | Nr. | Titel | Interpreten                                                   | Jahr | Anmerkungen |
| --- | --- | --- | ------------------------------------------------------------- | ---- | --- |
| 400 | H   | Jona | Hörspiel von Manfred Paul                                     | 19?? | |
|     |     | |                                                               |      | |
| 420 | K   | Musical-Storys Noah • David und Goliath | Hildor Janz 1 Cornelius Enns; Janz-Quartett                   | 19?? | |
| 420 | K   | Noah1 • Singt dem Herrn, denn er ist herrlich • Sonne, Regen, Schnee und Winde • Nur mit einer Schlinge • Alle Kinder, groß und klein • Mein Herr kennt den Weg (Janz-Quartett) • Ich bin der Weg • In des Vaters Haus (Alles ist so schön) (Janz-Quartett) • Jesus ist wunderbar • David und Goliath • So weit wie der Osten vom Westen entfernt • All meine Sündenlast rollte hinweg (Janz-Quartett) • Preist den Herrn • Augen, Ohren, Mund und Hände • Der Daniel ein Beter war • Sieh, wie der Tag erwacht • Sieh, ich steh vor deiner Tür | Hildor Janz 1 Cornelius Enns; Janz-Quartett                   | 19?? | |
|     |     | |                                                               |      | |
| 450 | M   | Melodien der Freude | Harding Braaten (Piano und Orgel) Orchester Hardy Schneiders* | 1970 | Mc-Veröffentlichung unter Katalog-Nr. 91.320; * Bezeichnung bei Erstveröffentlichung: „Orchester: H. Schneiders“; CD-Veröffentlichung 2004 innerhalb der Tonträgerreihe Janz-Team-Klassiker unter Katalog-Nr. Janz Team Music – CD-Nr. 556.644 |
| 450 | M   | [1] Ich bete an die Macht der Liebe • [2] Auf, denn die Nacht wird kommen • [3] Wenn des Herrn Posaune einst erschallt (When The Roll Is Called Up Yonder) • [4] Schönster Herr Jesu • [5] Jugend für Christus • [6] Stern, auf den ich schaue • [7] Wenn Friede mit Gott • [8] Komm zu dem Heiland • [9] Schau ich zurück (Until Then) • [10] Welch ein Freund ist unser Jesus • [11] Potpourri: Mein Herr kennt den Weg / Folgen, folgen / Es ist Herrlichkeit • [12] Ja, nur in der Stille • [13] Auf dem Lamm ruht meine Seele              | Harding Braaten (Piano und Orgel) Orchester Hardy Schneiders* | 1970 | Mc-Veröffentlichung unter Katalog-Nr. 91.320; * Bezeichnung bei Erstveröffentlichung: „Orchester: H. Schneiders“; CD-Veröffentlichung 2004 innerhalb der Tonträgerreihe Janz-Team-Klassiker unter Katalog-Nr. Janz Team Music – CD-Nr. 556.644 |

| Nr. | Nr. | Titel | Interpreten                 | Jahr | Anmerkungen |
| --- | --- | --- | --------------------------- | ---- | --- |
| 500 | M   | Melodien der Freude 2 | Orchester Hardy Schneiders* | 1972 | MC-Veröffentlichung 1980 unter Katalog-Nr. CJ 91.350; * Bezeichnung bei Erstveröffentlichung: „Orchester H. Schneiders“ |
| 500 | M   | [1] Wie groß bist du (Du großer Gott, wenn ich die Welt betrachte) • [2] Wenn nach der Erde (Wenn nach der Erde Leid, Arbeit und Pein) • [3] Es ist ein Born / Lobe den Herren (Lobe den Herren, o meine Seele) • [4] Die Sach ist dein • [5] Keiner wird zuschanden / Auf Adlers Flügeln (Auf Adlers Flügeln getragen) • [6] Befiehl du deine Wege • [7] Gott ist gegenwärtig • [8] Ich werde kein Fremdling dort sein (Es gibt eine Heimat im himmlischen Licht) • [9] Harre, meine Seele • [10] Ich bin durch die Welt (Ich bin durch die Welt gegangen) / Ach, mein Herr Jesu / Ich weiß einen Strom • [11] So nimm denn meine Hände • [12] Gloria sei dir gesungen (Wachet auf, ruft uns die Stimme) | Orchester Hardy Schneiders* | 1972 | MC-Veröffentlichung 1980 unter Katalog-Nr. CJ 91.350; * Bezeichnung bei Erstveröffentlichung: „Orchester H. Schneiders“ |
| 511 | L   | Sharon und Donna Parschauer singen | Parschauer Sisters          | 19?? | |
| 511 | L   | [1] Du fragst warum ich glücklich • [2] Die Botschaft der Liebe des Herrn • [3] Ist dein Leben voller Schuld • [4] Am Ende des Weges • [5] Dein will ich ewiglich sein • [6] Ich werde kein Fremdling dort sein • [7] Herr, prüfe mich • [8] Wenn ich einmal in dem Himmel • [9] Der lohnendste Dienst • [10] Es wird morgen mit dir gehen • [11] Ein Schritt nur zur Zeit • [12] Herr, jetzt komm ich heim | Parschauer Sisters          | 19?? | |

| Nr. | Nr. | Titel                                         | Interpreten | Jahr | Anmerkungen                                                 |
| --- | --- | --------------------------------------------- | ----------- | ---- | ----------------------------------------------------------- |
| JCS | 601 | Alle Kinder groß und klein Onkel Hildor singt | Hildor Janz | 19?? | Veröffentlichung für den kanadischen Markt der LP-Nr. 420-K |

| Nr.                                                                      | Titel | Interpreten | Jahr | Anmerkungen                                    |
| Nr.                                                                      | Tracks | Interpreten | Jahr | Anmerkungen                                    |
| ------------------------------------------------------------------------ | --- | --- | ---- | ---------------------------------------------- |
| 1001                                                                     | Die Sendung „Lieder des Lebens“ Nr. 1 | 1 Hildor Janz; 2 Hildor & Leo Janz; 3 Hildor, Lydia & Leo Janz; Leo Janz (Sprecher)                                                                                        | 19?? | Katalognummer enthält irregulären Postfix: /33 |
| 1001                                                                     | Heiland oder Richter (Botschaft von Leo Janz) Musiktitel: O wie süß2 • Wie ein Strom von oben1 • Jesus nimmt die Sünder an2 • Nur das Blut des Lammes Jesu3 • Jesus Christus geht vorbei1 Evangelisation von Mann zu Mann (Botschaft von Leo Janz) Musiktitel: O wie süß2 • Schönster Herr Jesu (Schönster Herr Jesus)1 • Mit leeren Händen2 • Fass meine Hand1 • Alles will ich Jesu weihen (Alles will ich Jesus weihen)2 | 1 Hildor Janz; 2 Hildor & Leo Janz; 3 Hildor, Lydia & Leo Janz; Leo Janz (Sprecher)                                                                                        | 19?? | Katalognummer enthält irregulären Postfix: /33 |
| 1002                                                                     | Sendung „Lieder des Lebens“ Nr. 2 | 1 Hildor Janz; 2 Hildor & Leo Janz; 3 Hildor, Lydia & Leo Janz Lei Janz (Sprecher – Ansprachen)                                                                            | 19?? | Katalognummer mit irregulärem Postfix: 1002/33 |
| 1002                                                                     | Der Himmel (Ansprache) Musiktitel: O ewger Felsen1 • Bald, ja bald3 • Herrliches, liebliches Zion1 Gottes große Liebe (Ansprache) Musiktitel: Liebe, wie groß2 • O wie er liebt1 • Sünder, kehrst du heim noch heut?1 | 1 Hildor Janz; 2 Hildor & Leo Janz; 3 Hildor, Lydia & Leo Janz Lei Janz (Sprecher – Ansprachen)                                                                            | 19?? | Katalognummer mit irregulärem Postfix: 1002/33 |
| 1003                                                                     | Evangeliumslieder | 1 Hildor Janz; 2 Hildor & Leo Janz; 3 Hildor, Lydia & Leo Janz | 19?? |                                                |
| 1003                                                                     | [1] Er achtet auf den Sperling1 • [2] Der gute Hirte2 • [3] Wenn Jesus kommt1 • [4] Selge Andachtszeit3 • [5] Das offene Tor2 • [6] Kennst du den Ort1 • [7] Der große Erlöser2 • [8] Wär gleich blutrot die Sünde [aus Single-Nr. 169] • [9] Reiner, immer reiner1 | 1 Hildor Janz; 2 Hildor & Leo Janz; 3 Hildor, Lydia & Leo Janz | 19?? |                                                |
| 1004                                                                     | Was ist Bekehrung? Botschaften und Lieder | 1 Hildor Janz; 2 Hildor & Leo Janz; Leo Janz (Sprecher) | 19?? |                                                |
| 1004                                                                     | Hast du Jesum, hast du Frieden1 • Komm, Sünder, komm2 • Was ist Bekehrung? (Botschaft von Leo Janz) • Lieblich ertönt die Stimme des Herrn1 • Weicht ihr finstern Sorgen1 • Licht nach dem Dunkel2 • Wohin mit den Sorgen des Lebens (Botschaft von Leo Janz) • Du armes Herz voll Sorg und Last1 | 1 Hildor Janz; 2 Hildor & Leo Janz; Leo Janz (Sprecher) | 19?? |                                                |
| 1005                                                                     | Ruhr-Feldzug für Christus mit dem Janz Team | 1 Hildor Janz; 2 Hildor & Leo Janz; 3 Janz-Quartett (hier: Hildor Janz; Leo Janz; Cornelius Enns; Don Enns); 4 Janz-Team-Feldzugschor unter der Leitung von Cornelius Enns | 19?? |                                                |
| 1005                                                                     | Lass michs erzählen4 • O Gott, dir sei Ehre4 • Begrüßung (Cornelius Enns) • Die Sach ist dein (Offenes Singen mit Janz-Team-Feldzugschor) • Jesus enttäuscht dich nie1 • Schriftwort (Erwin Hoffmann) • Ich weiß nicht, warum Gottes Gnad2 • Wirst du? Werd ich?4 • Bald, ja bald3 • Sieh, Jesus steht vor deiner Tür1 • Ein Verbrecher kommt zu Jesus (Botschaft von Leo Janz) • So wie ich bin4                           | 1 Hildor Janz; 2 Hildor & Leo Janz; 3 Janz-Quartett (hier: Hildor Janz; Leo Janz; Cornelius Enns; Don Enns); 4 Janz-Team-Feldzugschor unter der Leitung von Cornelius Enns | 19?? |                                                |
| Weiterführung beginnend mit LP-Nr. 1010 im nachfolgenden Label Janz Team | | |      |                                                |

| Nr.                                                                      | Titel | Interpreten | Jahr | Anmerkungen                                                                                |
| Nr.                                                                      | Tracks | Interpreten | Jahr | Anmerkungen                                                                                |
| ------------------------------------------------------------------------ | --- | ----------- | ---- | ------------------------------------------------------------------------------------------ |
| 2001                                                                     | Jerusalem | Various     | 19?? | Kompilationsalbum von Zweitverwertungstiteln aus vorangegangenen Single-Veröffentlichungen |
| 2001                                                                     | Jerusalem [aus Single-Nr. 937] • Wenn die liebe Sonne sinket [aus Single-Nr. 940] • Mach mich reiner (Janz-Quartett) • Mächtig tobt des Sturmes Brausen [aus Single-Nr. 183] • Wär gleich blutrot [aus Single-Nr. 169] • Das Kreuz, es stehet fest [aus Single-Nr. 942] • Sag, warum noch warten [aus Single-Nr. 196] • Ein starker Fels [aus Single-Nr. 191] • Die Zeit ist kurz [aus Single-Nr. 938] • Ewge Heimat, Ort des Friedens [aus Single-Nr. 195] • O Jesu Name, lieblich klingst [aus Single-Nr. 940]                                                               | Various     | 19?? | Kompilationsalbum von Zweitverwertungstiteln aus vorangegangenen Single-Veröffentlichungen |
|                                                                          | |             |      |                                                                                            |
| 2012                                                                     | Gottes Volk darf nie ermüden | Various     | 19?? | Kompilationsalbum von Zweitverwertungstiteln aus vorangegangenen Single-Veröffentlichungen |
| 2012                                                                     | Gottes Volk darf nie ermüden [aus Single-Nr. 933] • Folge mir [aus Single-Nr. 174] • Mache mich stille [aus Single-Nr. 195] • Gott wird dich tragen [aus Single-Nr. 150] • O Gott, mein Gott [aus Single-Nr. 939] • Danket dem Herrn (Janz-Quartett) • Jesu, meine Freude [aus Single-Nr. 919] • Der Vater weiß [aus Single-Nr. 175] • Sei nur still und hoff auf Gott (Männerchor aus Janz-Team-Feldzugschor Gummersbach) • In diese schwere, ernste Zeit [aus Single-Nr. 175] • Just A Little Talk With Jesus [aus Single-Nr. 172] • Herr, bleib bei mir [? aus EP-Nr. 3003] | Various     | 19?? | Kompilationsalbum von Zweitverwertungstiteln aus vorangegangenen Single-Veröffentlichungen |
| Weiterführung beginnend mit LP-Nr. 2010 im nachfolgenden Label Janz Team | |             |      |                                                                                            |

| Nr.                                                                      | Titel | Interpreten | Jahr | Anmerkungen                                                                                |
| Nr.                                                                      | Tracks | Interpreten | Jahr | Anmerkungen                                                                                |
| ------------------------------------------------------------------------ | --- | ----------- | ---- | ------------------------------------------------------------------------------------------ |
| 6005                                                                     | Vater unser | Various     | 19?? | Kompilationsalbum von Zweitverwertungstiteln aus vorangegangenen Single-Veröffentlichungen |
| 6005                                                                     | [1] Das Vaterunser [LP-Version 01] (Hildor Janz; Janz-Team-Studiochor) • [2] Wenn ich denk an Golgatha [aus Single-Nr. 201] • [3] Herr, dir sei Preis (Gemischter Chor) • [4] Climbing Jacob's Ladder (We Are Climbing Jacob's Ladder) [aus Single-Nr. 202] • [5] Ich lege meine Sünden [aus Single-Nr. 202] • [6] Ich will nicht klagen [aus Single-Nr. 201] • [7] Sehn wir uns an jenem Strande (Hildor, Lydia & Leo Janz) • [8] Hör den Ruf Jesu (Gemischter Chor) • [9] In A Moment [aus Single-Nr. 193] • [10] Dein (Hildor Janz; Janz-Team-Studiochor) | Various     | 19?? | Kompilationsalbum von Zweitverwertungstiteln aus vorangegangenen Single-Veröffentlichungen |
| Weiterführung beginnend mit LP-Nr. 6010 im nachfolgenden Label Janz Team | |             |      |                                                                                            |

| Nr.    | Titel | Interpreten | Jahr | Anmerkungen                                                                                 |
| Nr.    | Tracks | Interpreten | Jahr | Anmerkungen                                                                                 |
| ------ | --- | --- | ---- | ------------------------------------------------------------------------------------------- |
| 1005-G | Janz-Team-Massenchöre aus Deutschland und der Schweiz* | Janz-Team-Feldzugschor                                                                                                | 19?? | * Titel bei Erstveröffentlichung: „Massenchöre aus Deutschland und der Schweiz“             |
| 1005-G | [1] Lehre mich glauben, Herr • [2] Jesu, meine Freude • [3] Das Kreuz von Golgatha • [4] Folge mir • [5] Ist’s wirklich wahr • [6] Beinah bekehret • [7] Gloria sei dir gesungen • [8] Wenn zuletzt ich daheim (Ob mich brausende Wogen umtoben) • [9] Auf Adlers Flügeln getragen • [10] Mein Vater weiß (Ich weiss, der Vater droben sieht) • [11] Jesu Leiden, Jesu Liebe • [12] Lass Jesus ins Herz dir einziehn (Wärst du gern frei von der Last deiner Schuld)                                      | Janz-Team-Feldzugschor                                                                                                | 19?? | * Titel bei Erstveröffentlichung: „Massenchöre aus Deutschland und der Schweiz“             |
|        | | |      |                                                                                             |
| 1007-G | Mein Gott und ich | Various | 19?? | Außereuropäische Veröffentlichung für den amerikanischen Markt im Label Hymns That Live     |
| 1007-G | [1] Mein Gott und ich • [2] Muss ich gehen mit leeren Händen • [3] Glauben lerne Tag für Tag • [4] Der Vater weiß • [5] Heimat im Lichte dort • [6] So nimm denn meine Hände • [7] Wenn ich ihn nur habe • [8] Das alt raue Kreuz • [9] Als Moses einst und Israel • [10] Die Zeit ist kurz • [11] Jesus ist der schönste Nam • [12] Lasst mich gehen | Various | 19?? | Außereuropäische Veröffentlichung für den amerikanischen Markt im Label Hymns That Live     |
| 1008-G | Ich bin durch die Welt gegangen | Janz-Quartett | 19?? | Außereuropäische Veröffentlichung für den amerikanischen Markt im Label Hymns That Live     |
| 1008-G | Auf, denn die Nacht wird kommen • Auferstehn • Die Sach ist dein, Herr Jesu Christ • Führe du mich heim, Vater • Wehrlos und verlassen sehnt sich • O Gnadenthron • Danket dem Herrn • Ich bin durch die Welt gegangen • Ein starker Fels im wilden Sturm [aus Single-Nr. 191] • Mach mich reiner, immer kleiner • Keiner wird zuschanden • Was kann es schönres geben | Janz-Quartett | 19?? | Außereuropäische Veröffentlichung für den amerikanischen Markt im Label Hymns That Live     |
| 1009   | Jerusalem | Janz-Team-Feldzugschor; Janz-Quartett; Hildor Janz; Hildor & Leo Janz; Hildor, Lydia & Leo Janz; Janz-Team-Studiochor | 19?? | Außereuropäische Veröffentlichung für den amerikanischen Markt unter Label: Hymns That Live |
| 1009   | Jerusalem [aus Single-Nr. 937] • Die Hand meines Heilands [aus Single-Nr. 197] • Ewge Heimat, Ort des Friedens [aus Single-Nr. 195] • Ich will nicht klagen [aus Single-Nr. 201] • Überall brauch ich den Heiland [aus Single-Nr. 934] • Wenn ich denk an Golgatha [aus Single-Nr. 201] • Dein [? aus LP-Nr. 6005] • Jesu, geh voran [aus Single-Nr. 197] • Mosis Lobgesang [aus Single-Nr. 924] • Sehn wir uns an jenem Strande [? aus LP-Nr. 6005] • O Jesu Name, lieblich klingst [aus Single-Nr. 940] | Janz-Team-Feldzugschor; Janz-Quartett; Hildor Janz; Hildor & Leo Janz; Hildor, Lydia & Leo Janz; Janz-Team-Studiochor | 19?? | Außereuropäische Veröffentlichung für den amerikanischen Markt unter Label: Hymns That Live |

### Tonbandkassetten-Sammelausgaben
Als „Geschenkkassetten“ wurden Kompaktkassetten als Sammelausgabe von jeweils fünf Single-Schallplatten veröffentlicht.

| Kassette | Titel | Interpreten | Jahr | Anmerkungen                                                           |
| -------- | --- | --- | ---- | --------------------------------------------------------------------- |
| I        | Folge mir • Liebevoll wacht Jesus über dir • Komm doch zur Quelle des Lebens • Öffnet weit die Tür • Dir fehlt wohl noch der Friede • Einer, den die Gnade fand • Jesus, meine Freude • Gloria sei dir gesungen • Nur mit Jesus will ich Pilger wandern • Auf dem Lamm ruht meine Seele | Hildor Janz Hildor & Leo Janz Janz-Team-Feldzugschor Harding Braaten (Orgel)                                                                          | 19?? | Kassettensammelausgabe der Single-Nr. 174, 177, 918, 919 und 61-OR    |
| II       | Führe du mich heim, Vater • Keiner wird zuschanden • Mächig tobt des Sturmes Brausen • Ich hab einen herrlichen König • Brich herein, süßer Schein • Und der Geist und die Braut sprechen: Komm • Halte ein und überlege • Ich hab einen Heiland • Gehe nicht vorbei, o Heiland • Potpourri: Solang mein Jesus lebt / Es ist Herrlichkeit mit ihm zu gehn / O ja er ist wunderbar                                                                                     | Hildor Janz Hanna Häßler & Hans Müller Hildor & Leo Janz Janz-Quartett Janz-Team-Feldzugschor Harding Braaten (Orgel)                                 | 19?? | Kassettensammelausgabe der Single-Nr. 179, 183, 923, 101-HM und 62-OR |
| III      | Es klinget vom Kreuze des Heilandes Wort • Dein sind wir, Jesus, Gottes Sohn • Dir, dir, Jehova, will ich singen • Lobe den Herren, den mächtigen König der Ehren • Nun danket alle Gott • Ich singe dir mit Herz und Mund • Vaterunser • Wer Jesum am Kreuze im Glauben erblickt • Glauben lerne Tag für Tag • Ich bleib bei dir • Lasst die Kindlein zu mir kommen • Gehst du mit zum Himmel / Ich weiß, ich werde Jesus einmal sehn / Zachäus war ein kleiner Mann | Hildor Janz Hanna Häßler & Hans Müller Parschauer Sisters Hildor & Leo Janz Brüderchor der Predigerschule Ewersbach Kantorei der Bergkirche Wiesbaden | 19?? | Kassettensammelausgabe der Single-Nr. 926, 925, 182, 507 und 102-HM   |